# Joan de la Malla
Joan de la Malla, nacido en Barcelona, España en 1982, es un fotógrafo especializado en naturaleza, biólogo y naturalista.

## Biografía
Joan de la Malla (Barcelona, 1982) es un fotógrafo freelance especializado en temáticas de naturaleza, comunidades locales y medio ambiente así como un biólogo especializado en organismos y sistemas. Actualmente centra sus esfuerzos en temáticas conservacionistas, trabajando con entidades nacionales e internacionales ayudando a crear conciencia sobre el trabajo vital que se lleva a cabo para salvaguardas el futuro de especies amenazadas y de sus hábitats.
Sus fotografías ilustran gran cantidad de libros, revistas y medios de ámbito nacional e internacional como por ejemplo, National Geographic, Geo, Mongabay, Conservation Letters o Lonely Planet entre muchas otras. Sus imágenes han participado en diversas exposiciones, nacionales e internacionales, tanto individuales como colectivas. Actualmente reporta la labor de diversas organizaciones que trabajan en temáticas conservacionistas, como por ejemplo, International Animal Rescue, Global Change and Conservation Archivado el 1 de noviembre de 2020 en Wayback Machine., Jakarta Animal Aid Network o Africa Conservation Centre ente otras. Así mismo, colabora frecuentemente con la agencia de comunicación científica Incognita Agency en la realización de sus proyectos audiovisuales. 
Su trabajo ha sido galardonado varias veces en prestigiosos concursos internacionales. Por ejemplo, obtuvo una imagen ganadora en la categoría de denuncia ecológica en el concurso Montphoto en 2017, una imagen ganadora en el GDT European Nature Photographer of the Year 2018 en la categoría de hombre-naturaleza y también una imagen ganadora en el NHM Wildlife Photographer of the Year 2018 en la categoría de fotoperiodismo de naturaleza.
Compagina su actividad profesional con una labor docente. Ha dirigido durante 4 años el Postgrado de Fotografía Digital de la Universidad Ramon Llull en la facultad de La Salle y actualmente imparte charlas, conferencias y clases relacionadas con la fotografía y con sus aplicaciones relacionadas con la ciencia y la conservación en diversos centros y universidades alrededor del mundo.